# Burgonya
A burgonya (Solanum tuberosum), köznapibb nevén a krumpli a burgonyafélék (Solanaceae) családjába tartozó növény, amelyet keményítőben gazdag gumójáért termesztenek világszerte.
Peru és Chile hegyvidékén őshonos, az ott élők körülbelül 7000 éve fogyasztják. Európába a 16. században Pizarro révén került. Magyarországra 1650 körül jöhetett be bajor-osztrák közvetítéssel, de igazi elterjedése II. József magyar király adókedvezményeinek volt köszönhető.
A krumpli szó bajor-osztrák nyelvterületről érkezett a magyar nyelvbe, míg a burgonya szó etimológiai eredete eddig tisztázatlan.

## Névváltozatok
Tájnyelvi nevei: krumpedli, krumpli, kolompér, kompér, kolompír, korompér, krompér, gruja, földialma, svábtök, földitök vagy pityóka (Erdélyben).
Egyik tájnyelvi elnevezése, a „svábtök” is a német eredetre utal.

## Etimológia

### Burgonya
A növény hivatalos elnevezése a burgonya, mely eredetileg tájszóként Baranya vármegye egyes területein jelent meg a magyar nyelvben. A burgonya szó etimológiai eredete eddig tisztázatlan. Van olyan vélekedés, amely szerint Burgundia (olaszul: Borgogna, aminek kiejtése kb. „borgonnya”) lehetett a névadó.

### Krumpli
A Magyarországra került növény nem Burgundiából származott, hanem német közvetítéssel érkezett, és a bajor-osztrák nyelvjárásokban használt krumpel alapján kapta a krumpli elnevezést. A német szó egyébként – hasonlóan más európai nyelvekhez – a „földi alma” vagy „körte” fordításából keletkezett (grundbirne=földkörte).

## Származása, élőhelye

A burgonya eredeti elterjedése Dél-Amerikában

Peru és Chile hegyvidékén őshonos, ott az őslakosok már körülbelül 5000 éve termesztik, de fogyasztása már több mint hétezer évvel ezelőttre tehető. Európába először Pizarro expedíciója hozta el az 1540-es években. A 16-17. században spanyol, portugál kereskedők elterjesztették Ázsiában és Afrikában is. 1588-ban Charles de L’Écluse (Carolus Clusius) híres holland botanikushoz került a burgonya. A magyarországi botanika első mecénása Batthyány Boldizsár, a tudományszeretete miatt a németújvári és szalónaki uradalmain látta vendégül Carolus Clusiust, ekkor került először a krumpli Magyarországra. Azonban még hosszú ideig tartott mire elterjedt az országban. Az 1800-as évektől kezdtek el komolyabban foglalkozni vele, mivel ingyen osztottak szét vetőgumót és II. József magyar király adókedvezménnyel támogatta a termelőket.
Ausztráliába az angolok vitték a 18. században. Ez a legfontosabb termesztett, nem gabonanövény, így több ezer fajtája ismert. Becslések szerint ma világszerte 192 000 km²-en termesztenek burgonyát.

## Megjelenése, felépítése

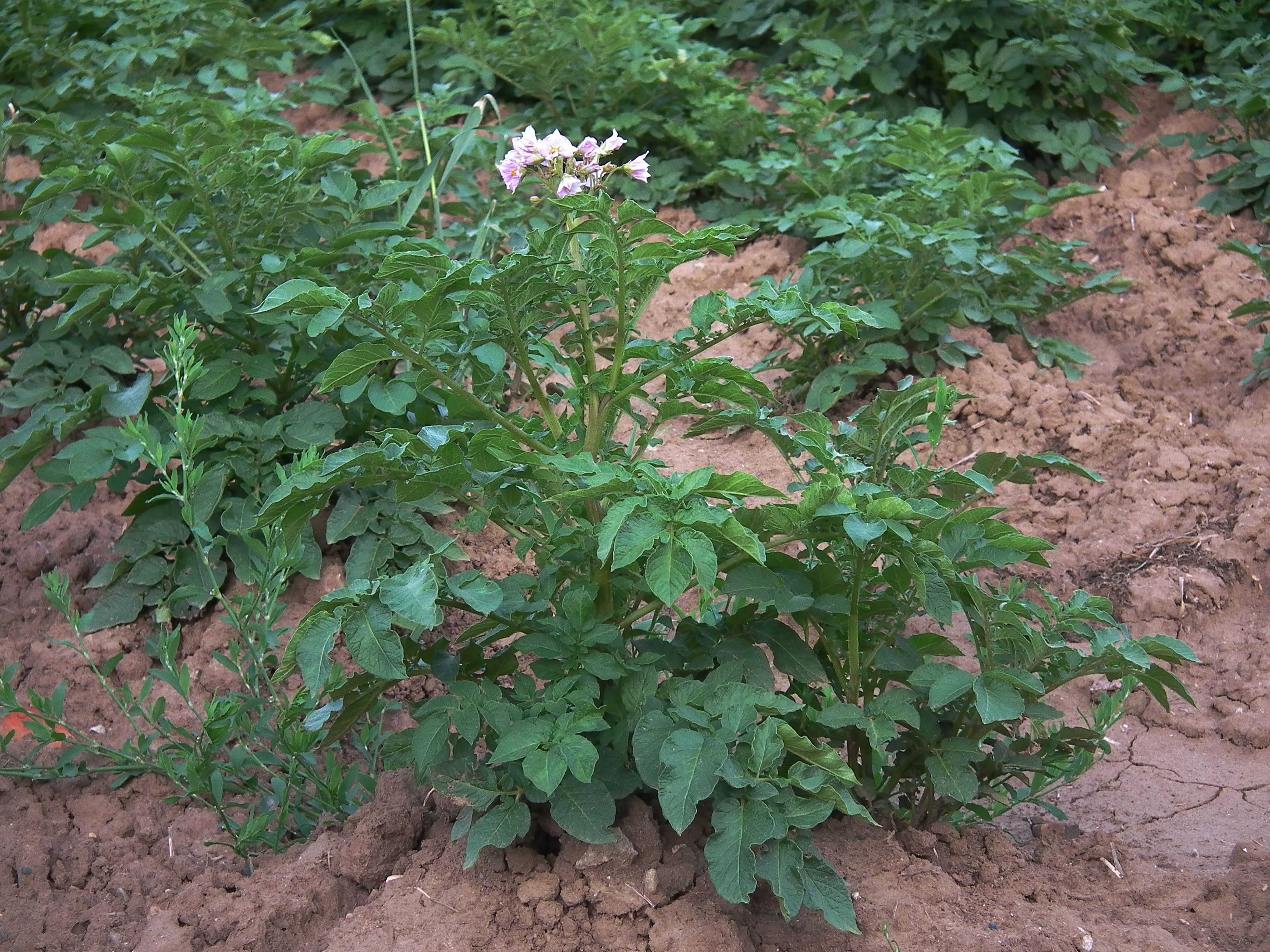
Egy krumplinövény

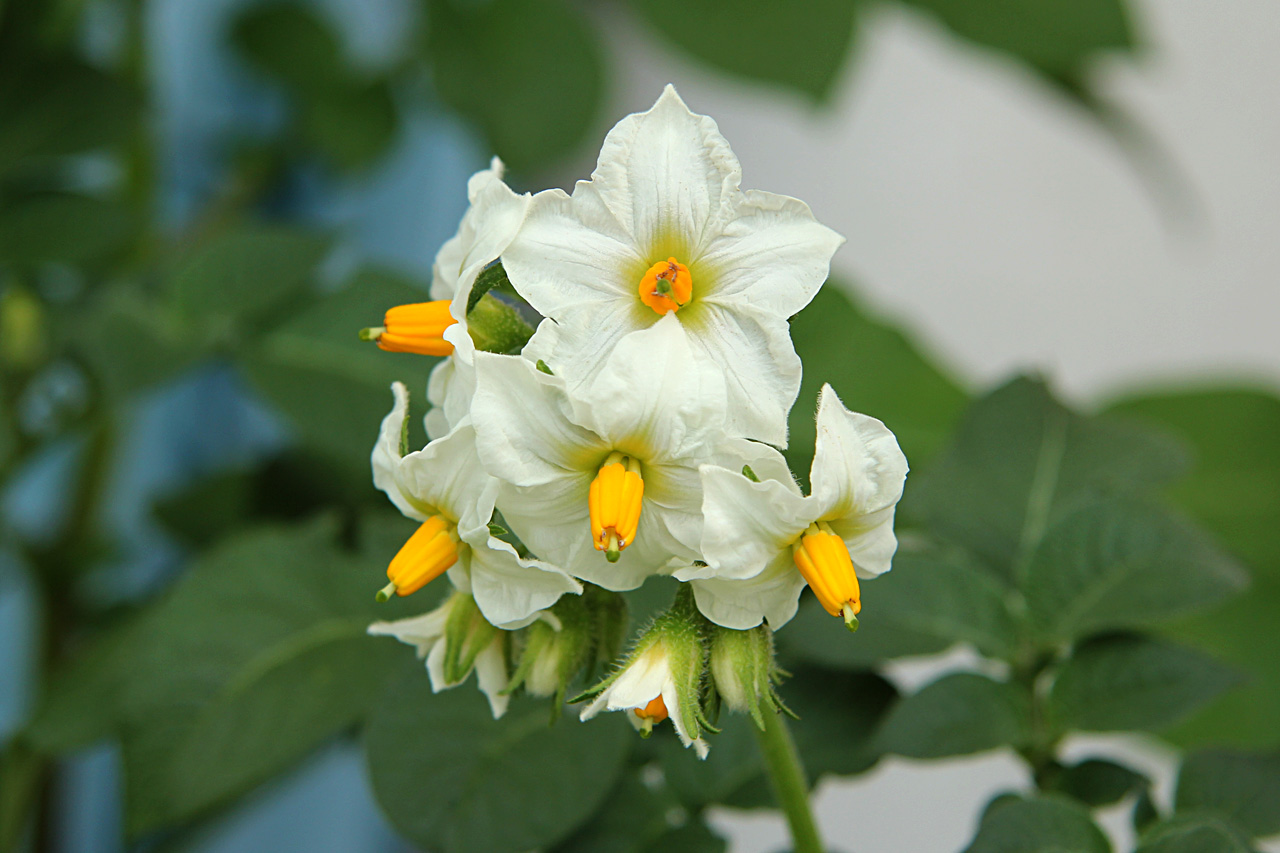
A krumpli virága

(50–90 cm) magasra növő, lágy szárú növény. A föld feletti rész szárcsomóiból nőnek a hajtások és levelek, a föld alattiból a gyökerek és a tarackok. A tarack (sztóló) csúcsának megvastagodásából alakul ki a gumó (ággumó). A gumóról, vegetatívan szaporított krumplinak csak a szár és a tarack föld alatti csomóiból előtörő, járulékos gyökerei vannak. Ezek a sűrűn elágazó gyökerek 50–60 cm mélyre hatolnak le. Páratlanul szárnyalt, összetett leveleinek széle ép. A párta és a csésze összeforrása miatt öttagú, fehér, lila, olykor vöröses virágai bogernyőbe tömörülnek. Termése kétrekeszes, sokmagvú bogyó.
| Energia 77 kcal 321 kJ                                                                          |       |
| Szénhidrátok                                                                                    | 19 g  |
| - Keményítő 15 g                                                                                |       |
| - Étkezési rostok 2.2 g                                                                         |       |
| Zsír                                                                                            | 0.1 g |
| Fehérje                                                                                         | 2 g   |
| Víz                                                                                             | 75 g  |
| Tiamin (B1-vitamin) 0.08 mg                                                                     | 7%    |
| Riboflavin (B2-vitamin) 0.03 mg                                                                 | 3%    |
| Niacin (B3-vitamin) 1.1 mg                                                                      | 7%    |
| B6-vitamin 0.25 mg                                                                              | 19%   |
| C-vitamin 20 mg                                                                                 | 24%   |
| Kalcium 12 mg                                                                                   | 1%    |
| Vas 1.8 mg                                                                                      | 14%   |
| Magnézium 23 mg                                                                                 | 6%    |
| Foszfor 57 mg                                                                                   | 8%    |
| Kálium 421 mg                                                                                   | 9%    |
| Nátrium 6 mg                                                                                    | 0%    |
| A százalékos értékek az amerikai felnőttek számára javasolt napi mennyiségre (RDA) vonatkoznak. |       |

## Életmódja
Termesztésben egyéves, de természetes élőhelyén évelő, gumójával áttelelő növény. Tavasszal a gumó rügyeivel újrafejlődik a bokor. Amíg meg nem gyökerezik, a rügykezdeményt és a belőle fejlődő 6–12 hajtást a gumóból látja el tápanyaggal. A legszebb gumókat hűvös, csapadékos vidéken, laza szerkezetű, humuszban gazdag talajon fejleszti.
Általában idegenmegporzó növény.

## Felhasználása

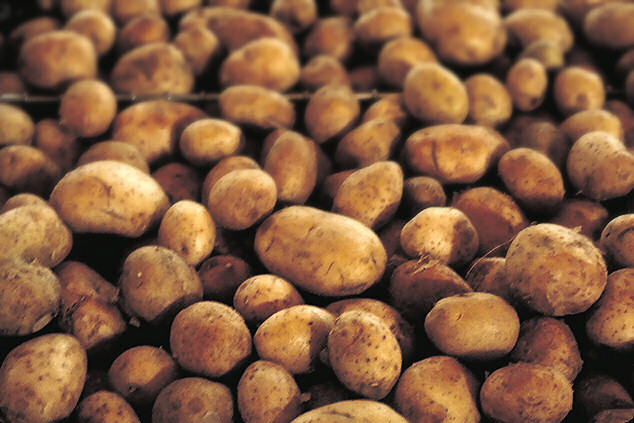
A burgonya összegyűjtött gumói

Fogyasztani kizárólag a gumóját szabad: a virágából keletkező bogyókban, a növény felszíni zöld részeiben, valamint a burgonyagumó „szemeiben” (rügyeiben) és a napon (fényben) tartott gumó megzöldülő héjában méreganyagot (szolanint) fejleszt.
Mindennapos, alapvető élelmiszernövény, energiatartalma harmada a kenyérének. Egy kifejlett gumó normális tömege 40–200 g, és többnyire mintegy:
- 18% keményítőt,
- 1–2% fehérjét,
- 110–180 mg/kg B-vitamint,
- 700–1000 mg/kg C-vitamint,
- valamint kevés A- és K-vitamint tartalmaz. A tárolt burgonya C-vitamin-tartalma mintegy 600 mg/kg-ra csökken. Könnyen emészthető; hűvösben tárolva, más zöldségekkel ellentétben jól eltartható.

Nagyon sokféleképpen használhatjuk: leves, főzelék, olajban, vagy zsírban sütve, húsételekhez köretként, kenyér és egyéb kelt-, sült- és főtt tészták készítéséhez. Az érett gumó fogyasztható nyersen is, de az éretlen és az öreg, kicsírázott gumók már nagy mennyiségben tartalmaznak mérgező szolanint, ezért a csírákat fogyasztás előtt el kell távolítani. Hámozás után gumója bármilyen formában (főzve, sütve) elkészíthető.
A mezőgazdaságban, a háztájiban (főleg régebben) az apró burgonyagumókat megfőzték és a disznókkal etették föl.
Magas keményítőtartalma lehetővé teszi, hogy annak lebontásával úgynevezett krumplicukrot állítsanak elő belőle. A cukor a következő lépésben alkohollá alakítható.
Magyarországon egy ember évente átlagosan mintegy 50 kg burgonyát fogyaszt el, Portugáliában kb. 150-et.
2005-ös adatok szerint a világon az egy főre jutó burgonyafogyasztás Fehéroroszországban a legnagyobb, 181 kg/fő/év.

## Csoportosítás
| Főzési típus   | Felhasználási javaslat                  | Alkalmasak                                                                                    | Főbb fajták |
| -------------- | --------------------------------------- | --------------------------------------------------------------------------------------------- | --- |
| Salátának való | nem szétfövő burgonya „A”               | saláták, hidegkonyhai készítmények, tepsis és rakott burgonya készítéséhez                    | Glorietta, Monique, Anuschka, Somogyi sárga kifli, Cherie, Agata, Bernina                                                            |
| Főznivaló      | Főznivaló, nem szétfövő burgonya „B”    | főzéshez, saláták, raguk készítéséhez                                                         | Bellarosa, Marabel, Desirée, Hópehely, Laura, Red Fantasy, Red Scarlet, Red Sonia, White Lady, Balatoni rózsa, Sanibel, Karelia      |
| Sütnivaló      | Sütnivaló, enyhén szétfövő burgonya „C” | sütéshez, burgonyás tésztákhoz, chips- és hasábburgonya-készítéshez, püré/pehely alapanyagnak | Priska (chips), Madison (chips), Donata (hasáb), Thalessa , Lady Rosetta (chips), Lady Claire (chips), Solara, Euroflora (keményítő) |

## Termesztése

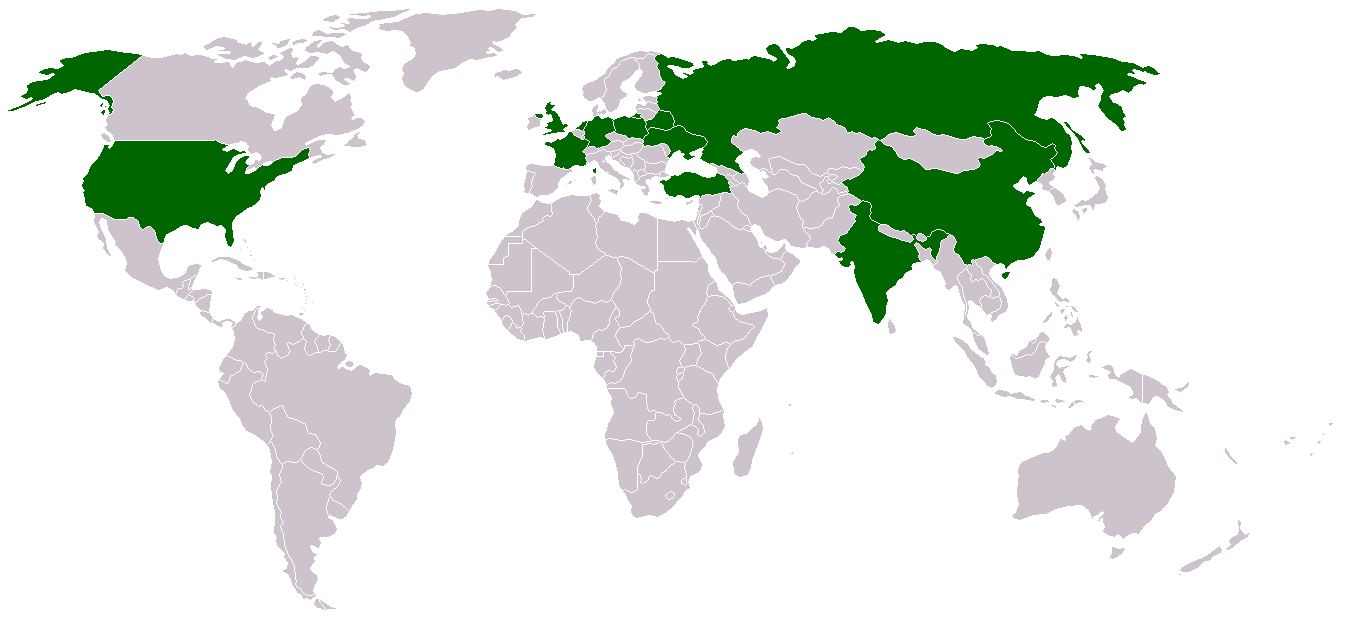
A világ burgonyatermelésének 80 %-át húsz ország adja (2018)

A burgonya az egyik legfontosabb élelmiszer növény a világon, és a világ egyik legelterjedtebb növényi kultúrája. 2021-ben a burgonyát több mint 150 országban termesztették, és az éves termés mennyisége meghaladta a 380 millió tonnát.
A világ legnagyobb burgonyatermelői közé tartozik Kína, India, Ukrajna, az Egyesült Államok és Oroszország. Ezek az országok a 2021-es termelésük alapján az első öt helyen álltak. 2021-ben Kína az éves világ burgonyatermelésének a 24%-át adta. 
A burgonya termesztése a világban változó, mivel sok tényező befolyásolja a termelést, mint például az éghajlat, a talajminőség, a termelési költségek és a fogyasztói kereslet. A burgonya termelése azonban továbbra is fontos gazdasági tevékenység marad sok országban, és kulcsszerepet játszik az élelmiszer-biztonságban és az egészséges táplálkozás előmozdításában.

## Statisztikák

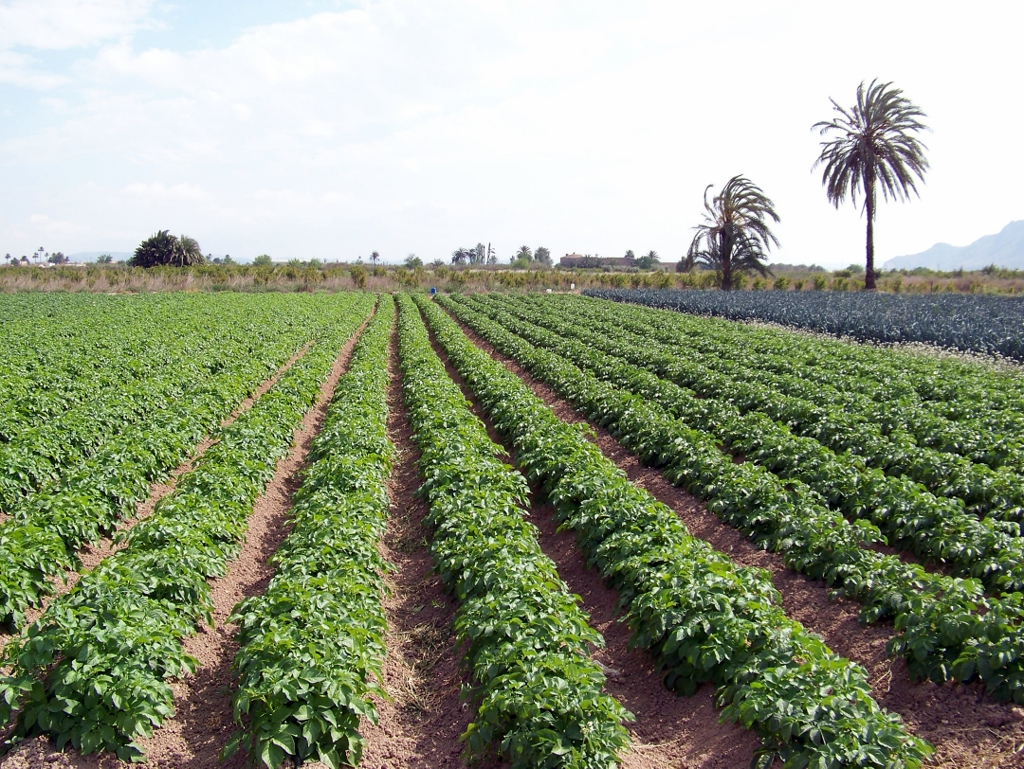
Burgonyaültetvény Spanyolországban

| Ország                    | Mennyiség (t) |
| ------------------------- | ------------- |
| Kína                      | 47 594 193    |
| Oroszország               | 18 828 000    |
| India                     | 17 380 730    |
| Amerikai Egyesült Államok | 17 105 000    |
| Ukrajna                   | 6 380 850     |
| Egyesült Királyság        | 6 169 000     |
| Németország               | 5 572 000     |
| Lengyelország             | 5 000 000     |
| Banglades                 | 4 041 463     |
| Irán                      | 3 991 142     |

| No. | Ország        | érték (millió US$) |
| --- | ------------- | ------------------ |
| 1   | Hollandia     | 799                |
| 2   | Franciaország | 644                |
| 3   | Németország   | 388                |
| 4   | Kína          | 261                |
| 5   | Kanada        | 252                |
| 6   | USA           | 236                |
| 7   | Egyiptom      | 207                |
| 8   | Irán          | 203                |
| 9   | Belgium       | 199                |
| 10  | Spanyolország | 156                |
|     | A világ:      | 4382               |

## Burgonya és klímaváltozás
A hőmérséklet emelkedés a burgonya termésmennyiségét csökkenti. Bizonyos hőmérséklet felett növekszik a betegségek kialakulásának veszélye. A klímaváltozás miatt legveszélyeztetettebb Észak-India környéke. A jelenleg túl hideg területek egy része a klímaváltozás következtében alkalmassá válhat a burgonya termelésére.

## A feldolgozás módja és a tápanyagtartalom

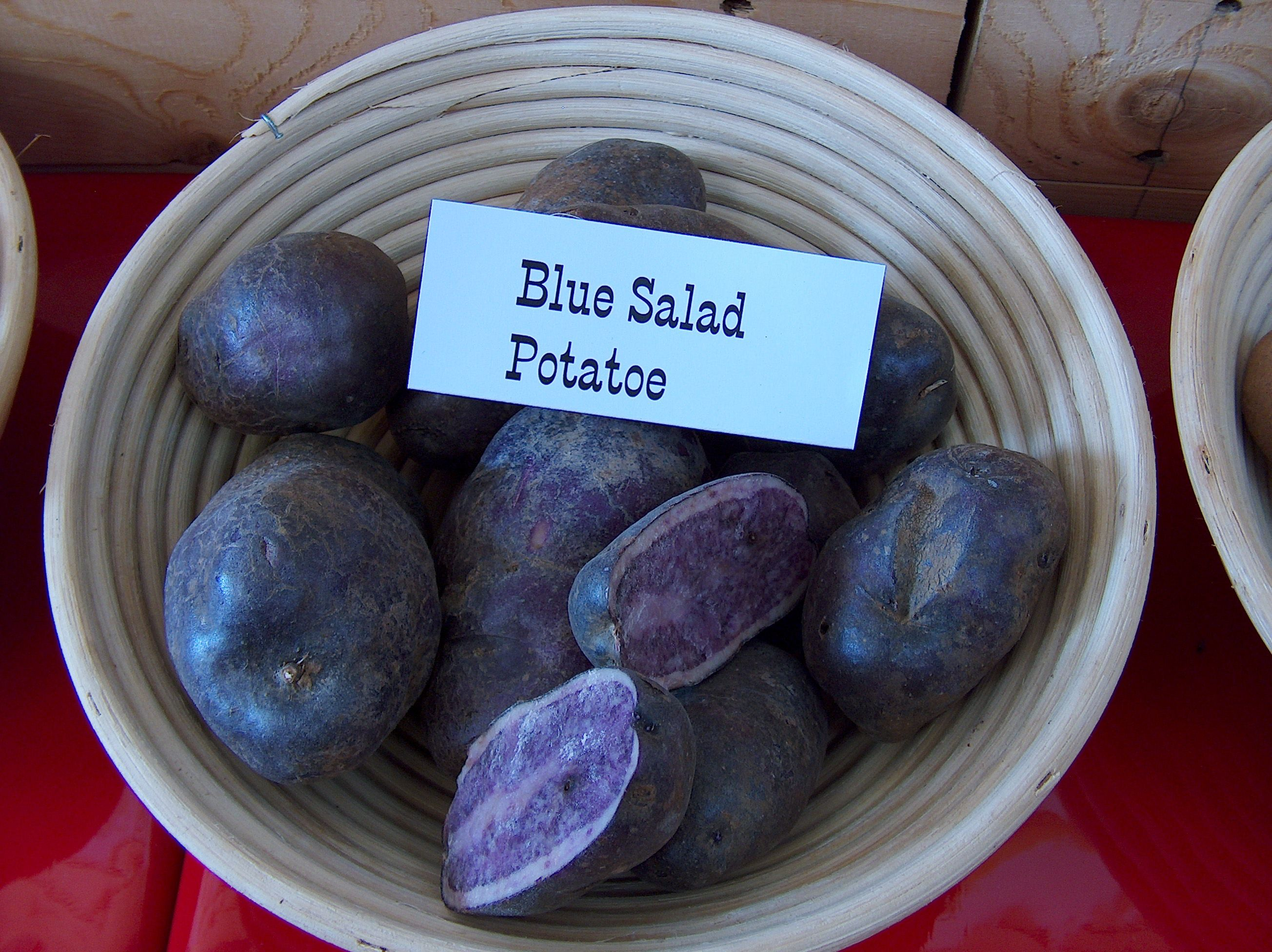
Kék burgonya

A burgonya azért is fontos eledelünk, mert a növény 85%-a hasznosítható emberi táplálékként, szemben a gabonafélék 50%-os hasznosíthatóságával.
A burgonyagumó egészséges élelmiszer, mert sok vitamint és ásványi anyagot tartalmaz. Figyelni kell azonban a megfelelő elkészítésére: fölkockázása lerövidítheti a főzési időt, de akár 75%-kal is csökkentheti az ásványi anyag tartalmát – állapította meg Shelley Jansky genetikus és Paul Bethke növényfiziológus, az Amerikai Mezőgazdasági Kutatószolgálat (Agricultural Research Service, ARS) madisoni székhelyű (Wisconsin állam) zöldségkutató részlegének két tudósa 2008-ban.
A kutatók a kálium és tízféle más ásványi anyag mennyiségét vizsgálták. A kálium-tartalom csökkenése a cukorbetegeknek ugyan hasznos lehet, de az egészségesek jobban teszik, ha egészben készítik el.
Ha egész éjszaka áztatták, az nem csökkentette a káliumtartalmat.

## Kártevői

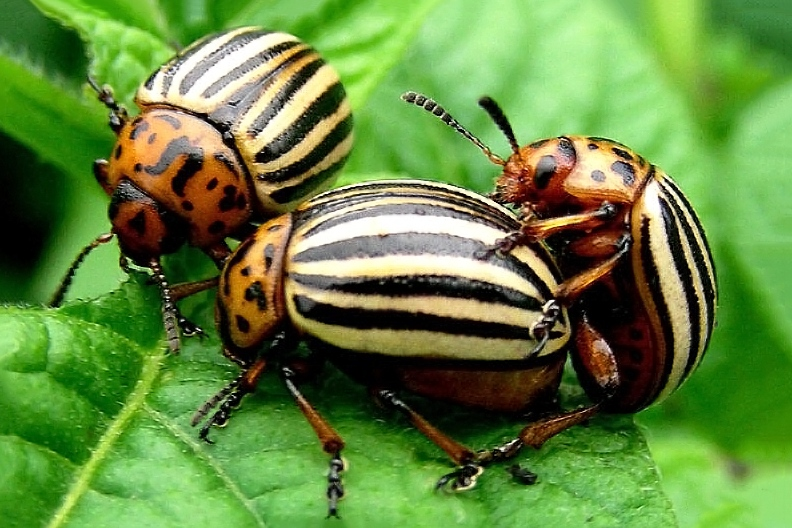
A burgonya legismertebb kártevője a burgonyabogár

A burgonya legnagyobb ellensége a krumplibogár. A bogár és lárvái a növény leveleivel táplálkoznak, ezáltal ők is mérgezővé válnak. A gumókat a földben megtámadhatja a lótücsök, a cserebogár és a pattanóbogarak lárvája is. Talajlakó fonálférgek is károsíthatják, amik elsősorban az intenzív termelés miatt szaporodhatnak fel.[forrás?]
A legújabb jelentős gazdasági kárt a pattanóbogarak lárvái, a drótférgek okozzák a burgonyában. A szárazabb nyarak és enyhébb telek miatt a károsító Európában egyre Északabbra is jelentős károkat okoz. Vetőgumóval nem terjed, de az étkezési burgonya eladhatatlanná válik. Aktív életmódja miatt nehéz ellene védekezni, a klímaváltozás tovább nehezíti a védekezést ellene, de segíti terjedését.
Európában az Európai Drótféreg Kutatási Hálózat (European Wireworm Research Network) foglalkozik kiemelten a témával.

## Kórokozói
A burgonyát mintegy 40 vírusos betegség károsíthatja. Közülük jelentősebbek a burgonyamozaik-vírus, a burgonya Y vírus, a burgonya levélsodródás vírus és a vírusos gumófoltosság. Jellemzően a vírusok felelősek a vegetatív úton, gumóval szaporított burgonya lassú, de biztos leromlásáért.
Baktériumos betegségei között több zárlati kórokozó is van, például a burgonya barna rothadását okozó Ralstonia solanacearum vagy a baktériumos hervadás tünetegyüttest előidéző Clavibacter michiganensis ssp. sepedonicus. Ezen kívül még az Erwinia fajok okozhatják a burgonya fekete lábúságát.
Fontos további parazitája az Oomycetes közé tartozó, burgonyavészt okozó Phytophtora infestans. Ez a betegség, nevének megfelelően, képes rövid időn belül megsemmisíteni az állomány föld feletti részeit.

## Gyógyhatásai

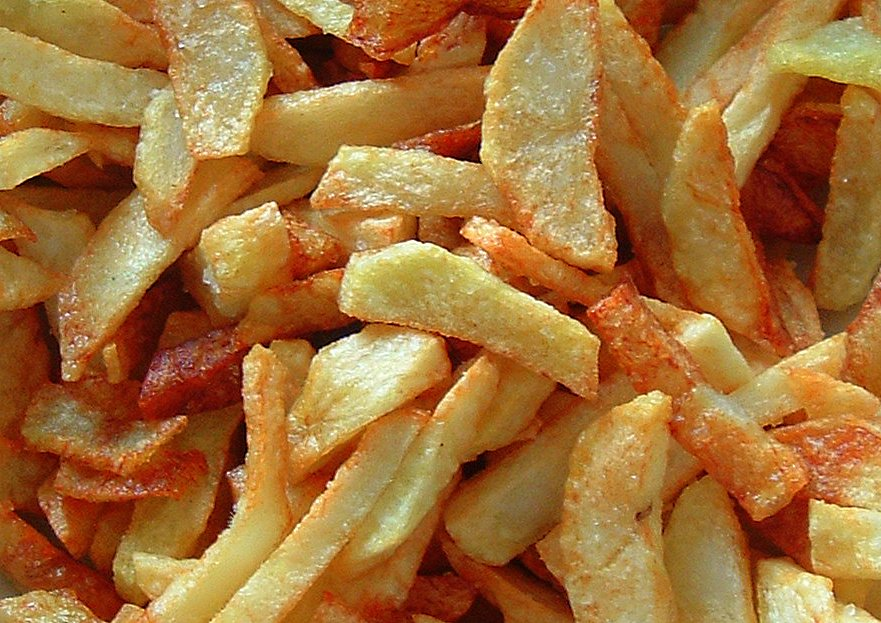
Sült krumpli

A nyers burgonyaszeletek nedve lágyítja, tisztítja a bőrt. Reszeléke enyhíti a szem körüli duzzanatokat, hűsíti a nap égette bőrt. Pépjével pattanásokat, aranyeres csomót kezelnek. Nedvével keléseket vagy forrázott sebeket gyógyítanak.